# ميمنة وميسرة (ملاحة)

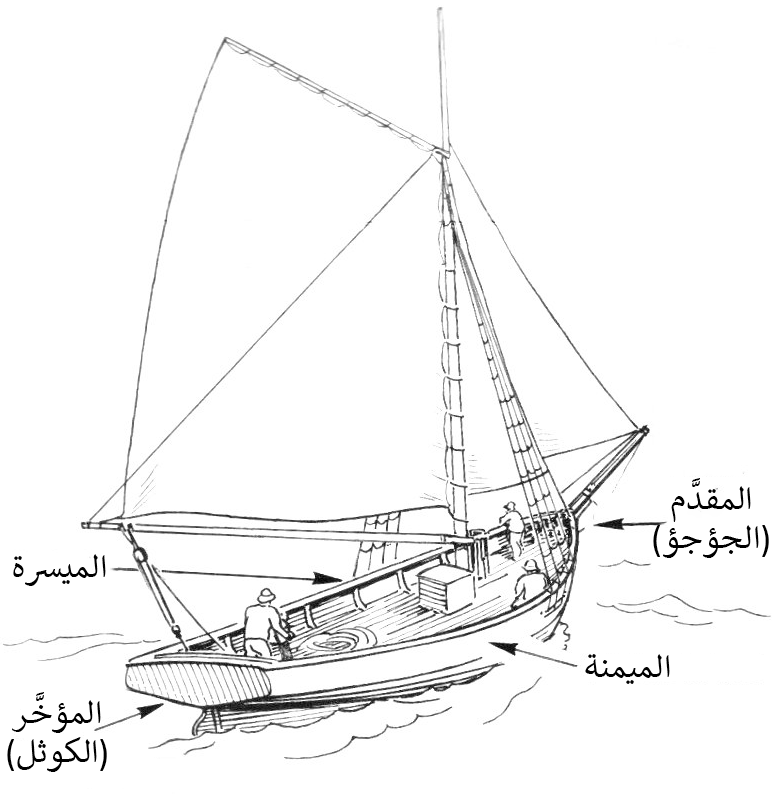

عرض تخطيطي لأضواء الملاحة الخاصة بالسفينة والتي تشير إلى الجانبين: الميسرة (الأحمر) والميمنة (الأخضر).

في الملاحة، الميمنة (بالإنجليزية: Starboard)‏ والميسرة (بالإنجليزية: Port)‏ مصطلحان للمركبات المائية والطائرات والمركبات الفضائية، ويشيران على الترتيب إلى الجانبين الأيمن والأيسر من للمركبة، عندما تكون على متنها ومواجِهة للجؤجؤ (الأمام).
تحتوي السفن الثنائية التناظر على نصفين أيمن وأيسر يمثلان صورًا معكوسة لبعضهما البعض. إحدى الميزات غير التناظرية هي إمكانية الوصول إلى القارب أو السفينة أو الطائرة على الجانب؛ عادة ما يكون على جانب الميسرة فقط.